# Sybra subproximatoides
Sybra subproximatoides är en skalbaggsart som beskrevs av Stefan von Breuning och Jean François Villiers 1983. Sybra subproximatoides ingår i släktet Sybra och familjen långhorningar.
Artens utbredningsområde är Filippinerna. Inga underarter finns listade i Catalogue of Life.